# IOP Publishing
IOP Publishing (ранее Institute of Physics Publishing) — издательская компания британского Института физики. Она предоставляет публикации, через которые распространяются научные исследования по всему миру, включая журналы, веб-сайты сообщества, материалы конференций и книги. Институт физики — это научная благотворительная организация, занимающаяся совершенствованием практики, понимания и применения физики. Любой финансовый излишек, полученный IOP Publishing, идёт на поддержку физики благодаря деятельности Института.
Основная штаб-квартира IOP Publishing находится в Бристоле, Англия, а североамериканская штаб-квартира — в Филадельфии, США. Он также имеет региональные офисы в Вашингтоне (округ Колумбия), Мехико, Пекине, Токио, Москве, Санкт-Петербурге и Сиднее. В нём работают почти 400 сотрудников.

## Книги
IOP Publishing продала своё подразделение книгоиздания (с импринтом Adam Hilger) компании Taylor & Francis в 2005 году. IOP Publishing сотрудничает с Morgan & Claypool по книжной программе, которая ориентирована на исследователей, которые находятся на ранних этапах своей исследовательской карьеры или которые хотели бы подойти к области исследований более широко и в разных дисциплинах.
В 2014 году IOP Publishing и Американское астрономическое общество объявили о партнёрстве по выпуску электронных книг в рамках миссии AAS по расширению и распространению научного понимания человечеством Вселенной.
К 2020 году опубликовано около 500 книг. Научные монографии публикуются издательством IOP Publishing в виде электронных книг в PDF формате, и печатаются по заказу.

## Журналы
Издаёт журналы, сборники статей и материалы научных конференций, среди них:
- 2D Materials
- Advances in Natural Sciences: Nanoscience and Nanotechnology
- Applied Physics Express
- Biofabrication
- Bioinspiration & Biomimetics
- Biomedical Materials
- Biomedical Physics & Engineering Express
- Chinese Physics B
- Chinese Physics C
- Chinese Physics Letters
- Classical and Quantum Gravity
- Communications in Theoretical Physics
- Computational Science & Discovery
- Convergent Science Physical Oncology
- EPL
- Environmental Research Letters
- European Journal of Physics
- Flexible and Printed Electronics
- Fluid Dynamics Research
- Inverse Problems
- Izvestiya: Mathematics (до марта 2022 г.[7][8])
- Japanese Journal of Applied Physics
- Journal of Breath Research
- Journal of Cosmology and Astroparticle Physics
- Journal of Geophysics and Engineering
- Journal of Instrumentation
- Journal of Micromechanics and Microengineering
- Journal of Neural Engineering
- Journal of Optics
- Journal of Physics A: Mathematical and Theoretical
- Journal of Physics B: Atomic, Molecular and Optical Physics
- Journal of Physics: Communications
- Journal of Physics D: Applied Physics
- Journal of Physics G: Nuclear and Particle Physics
- Journal of Physics: Condensed Matter
- Journal of Radiological Protection
- Journal of Semiconductors
- Journal of Statistical Mechanics: Theory and Experiment
- Laser Physics
- Laser Physics Letters
- Materials Research Express
- Measurement Science and Technology
- Methods and Applications in Fluorescence
- Metrologia
- Modelling and Simulation in Materials Science and Engineering
- Nanotechnology
- New Journal of Physics
- Nonlinearity
- Nuclear Fusion
- Physica Scripta
- Physical Biology
- Physics Education
- Physics in Medicine and Biology
- Physics-Uspekhi (до марта 2022 г.[7][8])
- Physiological Measurement
- Plasma Physics and Controlled Fusion
- Plasma Science and Technology
- Plasma Sources Science and Technology
- Publications of the Astronomical Society of the Pacific
- Quantum Electronics (до марта 2022 г.[7][8])
- Quantum Science and Technology
- Reports on Progress in Physics
- Research in Astronomy and Astrophysics
- Russian Chemical Reviews (до марта 2022 г.[7][8])
- Russian Mathematical Surveys (до марта 2022 г.[7][8])
- Sbornik: Mathematics (до марта 2022 г.[7][8])
- Semiconductor Science and Technology
- Smart Materials and Structures
- Superconductor Science and Technology
- Surface Topography: Metrology and Properties
- The Astronomical Journal
- The Astrophysical Journal
- The Astrophysical Journal Letters
- The Astrophysical Journal Supplement Series
- Translational Materials Research

## Сборники статей
Материалы научных конференций публикуются в тематических сборниках трудов по темам в серии «IOP Conference Series»:
- Науки о Земле — Earth and Environmental Science (EES)[10]
- Строительство и архитектура — Materials Science and Engineering (MSE)
- Материаловедение — Materials Science Forum
- Автоматика и энергетика — IEEE Xplore
- и другие.